# Herbert von Petersdorff
Herbert von Petersdorff (n. 2 ianuarie 1882, Berlin, Imperiul German – d. 16 ianuarie 1917, Darmstadt, Imperiul German) a fost un înotător german, medaliat olimpic. A participat la o ediție a Jocurilor Olimpice (1900) în care a câștigat o medalie de aur.

## Participări
Lista de mai jos prezintă principalele competiții la care a participat Herbert von Petersdorff de-a lungul carierei.
- natation aux Jeux olympiques d'été de 1900 – 200 mètres par équipes hommes[*]